# 江川太郎左衛門
江川太郎左衛門（えがわたろうざえもん）は、伊豆国田方郡韮山（静岡県伊豆の国市韮山町）を本拠とした江戸幕府の世襲代官である。太郎左衛門とは江川家の代々の当主の通称である。中でも36代の江川英龍が著名である。

## 系譜
江川家は中世以来の名家であり、始祖が清和源氏源経基の孫・源頼親であることもはっきりしている。この頼親の血統は大和源氏と呼ばれ、初め宇野氏を名乗った。伊豆には平安末期に移住し、宇野治長が源頼朝の挙兵を助けた功で江川荘を安堵されたことにより、領域支配が確定した。その後鎌倉幕府・後北条氏など、その時代の支配者に仕えた。江川家と改めたのは室町時代のようである。
天正18年（1590年）、豊臣秀吉による小田原征伐の際には、江川家28代英長は寝返って徳川家康に従い、代官に任ぜられた。以降江川家は、享保8年（1723年）- 宝暦8年（1758年）の間を除き、明治維新まで相模・伊豆・駿河・甲斐・武蔵の天領5万4千石分（後26万石に膨れ上がる）の代官として、民政に当たった。
しかし幕臣としての身分は低く、旗本ではあるが正規の譜代ではないので、世襲家禄は僅か150俵（1石=2.5俵として計算すると約60石）取りであった。

## 江川家歴代当主
上記の通り、江川家は平安時代以来明治維新にいたるまで38代続いた家であり、代々が太郎左衛門を名乗った。
江川英毅35代当主、1770年 - 1834年。農地の改良・商品作物の栽培など天領の増収に尽くす。文化人としても名を残す。
江川英龍36代当主、1801年 - 1855年。号は坦庵。英毅の子。一般には江川太郎左衛門といえば彼を指すことが多い。洋学の導入に貢献し、民政・海防の整備に実績を挙げる。品川台場（お台場）を造り、鉄製の大砲を鋳造するための反射炉も造り始めた。日本で初めてパンを焼いた人物としても知られる。
江川英敏37代当主、1839年 - 1862年。英龍の三男。父の事業を継いで反射炉の完成、農兵隊の編成など行うが若くして病死。
江川英武38代当主、1853年 - 1933年。号は春緑。英龍の五男。明治維新のときの当主。廃藩置県後は韮山県令となるが、まもなく岩倉使節団に随行、そのまま留学。その後は地域教育に尽くす。
江川英文39代当主、1898年 - 1966年。英武の子。東京大学名誉教授で、法律学者。専門は国際私法。財団法人江川文庫を設立、江川家代々の資料を研究者に公開する。
江川英晴40代当主、 - 1997年。英文の長男。元東芝代表取締役副社長。半導体の技術者。
江川滉二41代当主、1937年 - 2009年。英文の次男。東京大学医科学研究所名誉教授。2004年より、日本免疫治療学研究会会長。
江川洋42代当主。滉二の長男。一級建築士。財団法人江川文庫代表理事。

## 屋敷
『江戸切絵図芝口西久保愛宕下之図』で「江川太郎左衛門鉄砲調練所」と示される位置は、新銭座の慶應義塾の目と鼻の先であり、1870年（明治3年）に屋敷の長屋三十間ほどの総二階を慶應義塾に貸し出したことがある。これは「分塾」または「外塾」と呼ばれており、翌年には三田の島原藩中屋敷に移転している。福澤諭吉の夫人の実弟土岐謙之助が江川太郎左衛門の門弟であったことなども挙げられるが、実は江川家の江戸屋敷が幕府瓦解後、柏木忠俊の配慮で福沢諭吉に払い下げられて慶應義塾舎となり、正門は韮山に運んで今の表門となっている。